# Stoddard County
Das Stoddard County ist ein County im US-amerikanischen Bundesstaat Missouri. Im Jahr 2020 hatte das County 28.672 Einwohner und eine Bevölkerungsdichte von 13,4 Einwohnern pro Quadratkilometer. Der Verwaltungssitz (County Seat) ist Bloomfield.

## Geografie
Das County liegt fast im äußersten Südosten von Missouri, ist im Südwesten etwa 25 km von Arkansas, im Osten etwa 35 km von Tennessee, Kentucky sowie dem Mississippi River entfernt und hat eine Fläche von 2147 Quadratkilometern, wovon 5 Quadratkilometer Wasserfläche sind. An das Stoddard County grenzen folgende Nachbarcountys:
| Wayne County  | Bollinger County | Cape Girardeau County, Scott County |
|               |                  |                                     |
| Butler County | Dunklin County   | New Madrid County                   |

## Geschichte
Das Stoddard County wurde 1835 gebildet. Benannt wurde es nach Amos Stoddard (1762–1813), einem früheren Gouverneur des Louisiana-Territoriums, der als Offizier im Krieg von 1812 fiel.

## Demografische Daten
Nach der Volkszählung im Jahr 2010 lebten im Stoddard County 29.968 Menschen in 12.130 Haushalten. Die Bevölkerungsdichte betrug 14 Einwohner pro Quadratkilometer. In den 12.130 Haushalten lebten statistisch je 2,43 Personen.
Ethnisch betrachtet setzte sich die Bevölkerung zusammen aus 97,3 Prozent Weißen, 0,9 Prozent Afroamerikanern, 0,4 Prozent amerikanischen Ureinwohnern, 0,2 Prozent Asiaten sowie aus anderen ethnischen Gruppen; 1,0 Prozent stammten von zwei oder mehr Ethnien ab. Unabhängig von der ethnischen Zugehörigkeit waren 1,2 Prozent der Bevölkerung spanischer oder lateinamerikanischer Abstammung.
22,8 Prozent der Bevölkerung waren unter 18 Jahre alt, 59,4 Prozent waren zwischen 18 und 64 und 17,8 Prozent waren 65 Jahre oder älter. 51,4 Prozent der Bevölkerung war weiblich.

Das jährliche Durchschnittseinkommen eines Haushalts lag bei 35.932 USD. Das Prokopfeinkommen betrug 20.911 USD. 18 Prozent der Einwohner lebten unterhalb der Armutsgrenze.

## Ortschaften im Stoddard County
Citys
| - Advance - Bell City - Bernie - Bloomfield | - Dexter - Dudley - Essex - Puxico |

Villages
- Baker
- Penermon

Unincorporated Communitys
| - Acorn Ridge - Aid - Aquilla - Ardeola - Asherville - Avert - Birds Corner - Brownwood - Buffington - Charter Oak | - Circle City - Clines Island - Cobb - Curdton - Dale - Durnell - Eaglette - Frisco - Grayridge - Green Oaks | - Guam - Heagy - Hickman - Hills Store - Himmel - Hunterville - Idalia - Idlewild - Ives - Kinder | - LaValle - Leora - Marco - Maulsby - Mingo - Painton - Powe - Pyletown - Redd - Shady Dell | - Shawan - Star - Stoddard - Swinton - Tillman - Toga - Toppertown - Zadock |

## Gliederung
Das Stoddard County ist in sieben Townships eingeteilt:
| Township            | Einwohner (2010) | FIPS     |
| ------------------- | ---------------- | -------- |
| Castor Township     | 5174             | 29-11980 |
| Duck Creek Township | 3492             | 29-20260 |
| Elk Township        | 354              | 29-21592 |
| Liberty Township    | 14.738           | 29-42356 |
| New Lisbon Township | 966              | 29-52040 |
| Pike Township       | 3830             | 29-57548 |
| Richland Township   | 1414             | 29-61616 |